# Pazo de Mondoi
El Pazo de Mondoi o Pazo de Santa Cruz de Mondoi está situado en Oza dos Ríos, en el ayuntamiento de Oza-Cesuras. Es una construcción rectangular cerrada con muros de piedra perteneciente al linaje de los Ponte Andrade. El pazo actualmente está alquilado y alberga un restaurante para celebraciones.